# Julie Fernández
Julie Fernández Fernández (Lieja, 20 de marzo de 1972) es una política belga militante del Partido SocialistaFue durante muchos años secretaria general de la Agrupación Local del PSOE en Lieja. Desde 2001 hasta 2004 fue Secretaria de Organización y Administración del PSOE Europa.

## Política en el PS belga
En 2000 fue elegida consejera del Parlamento de la ciudad de Lieja y en 2006 pasó a ser concejala encargada del registro civil. En 2008 el nuevo presidente del Gobierno belga Yves Leterme la nombra secretaria de Estado para Personas con Discapacidad.